# Koński Smug
Koński Smug – polska wyspa w delcie wstecznej Świny południe od wyspy Wolina. Wyspa nie jest zamieszkana. 
Okresowo wyspa jest niemal całkowicie zalana wodą.
Koński Smug jest oddzielony od wyspy Wolin kanałem Wielka Struga. Wyspa wchodzi w obszar Wolińskiego Parku Narodowego. Administracyjnie należy do miasta Świnoujście. 
Nazwę Koński Smug wprowadzono urzędowo w 1949 roku, zastępując poprzednią niemiecką nazwę wyspy – Hengst-Wiese.